# Xã Wayne, Quận Butler, Ohio
Xã Wayne (tiếng Anh: Wayne Township) là một xã thuộc quận Butler, tiểu bang Ohio, Hoa Kỳ. Năm 2010, dân số của xã này là 4.443 người.